# Diego du Monceau
Diego Yves Jean François graaf du Monceau de Bergendal (Brussel, 13 september 1949) is een Belgisch bedrijfsleider en bestuurder.

## Levensloop

### Familie
Diego du Monceau is een telg uit het geslacht Dumonceau. Hij is een zoon van Yves-Jean du Monceau de Bergendal (1922-2013), PSC-politicus en ondernemer, en Raymonde Vaxelaire (1925), mede-erfgename van de winkelketen Au Bon Marché en een dochter van ondernemer Raymond Vaxelaire. Hij is een jongere broer van Cédric du Monceau en een neef van François Vaxelaire. Hij is gehuwd met Evelyn Janssen (1950), voormalig voorzitter van UCB, bestuurder van Solvay en een nicht van Paul-Emmanuel Janssen, Eric Janssen en Daniel Janssen. Ze hebben drie kinderen.
In 2020 schonk hij samen met zijn broer een bronzen buste van zijn vader aan de Université catholique de Louvain en de stad Ottignies-Louvain-la-Neuve. Zijn vader was burgemeester van Ottignies van 1958 tot 1978 en van Ottignies-Louvain-la-Neuve van 1978 tot 1988.

### Carrière
Du Monceau studeerde aan de Solvay Business School (1973) en behaalde een MBA aan de Harvard Business School in de Verenigde Staten (1976). Hij werkte kort bij White Weld, maakte in 1977 de overstap naar Merrill Lynch in New York en Londen en ging in 1982 bij Swiss Bank aan de slag.
In 1985 begon hij een carrière bij de GIB Group, het bedrijf boven onder meer de GB-supermarkten en het familiebedrijf van de familie van zijn moeder. Hij werd voorzitter van bouwmarktketen Brico en CEO van GIB België in 1988 en ondervoorzitter van fastfoodketen Quick. Hij was onder meer verantwoordelijk voor de uitbreiding van Brico naar Portugal en Spanje en van Quick naar Frankrijk. In 2000 kwam GB in handen van de Franse supermarktketen Carrefour. Hij bleef bestuurder van Carrefour Belgium.
In 1992 werd du Monceau bestuurder van J.P. Morgan Luxemburg en in 1993 van de Bank Brussel Lambert (sinds 1998 ING België). In 2010 werd hij voorzitter van het auditcomité van ING België en in mei 2020 volgde hij er Eric Boyer de la Giroday als voorzitter van de raad van bestuur op. In april 2021 werd zijn voorzittersmandaat met een jaar verlengd. In mei 2022 volgde Pinar Abay hem op.
Hij bekleedt of bekleedde verschillende bestuursmandaten, waaronder bij Groupe 3SI, Bergendal & Co., Kredietbank Luxembourgeoise (KBL), GAM Holding, Continental Bakeries, Euro Shoe Group, WE International, Le Foyer Finance, Quest for Growth en de Universitaire Stichting. Hij is tevens lid van de zakenclubs Cercle de Lorraine en Cercle Gaulois.